# Noir de palladium
Le noir de palladium est une forme grossière et spongieuse du palladium qui offre une grande surface d'activité catalytique. Il est utilisé en synthèse organique comme catalyseur pour les réactions d'hydrogénation.
Le terme « noir de palladium » est également utilisé familièrement pour désigner un précipité noir de palladium élémentaire, qui se forme par décomposition de divers complexes de palladium.

## Préparation
Le noir de palladium est typiquement préparé à partir du chlorure de palladium(II) ou du  chlorure de palladium(II)-ammonium. Le procédé à partir du chlorure de palladium implique la formation de l'hydroxyde de palladium en utilisant l'hydroxyde de lithium, suivi par une réduction en utilisant le dihydrogène gazeux. Celui avec le chlorure de palladium(II)-ammonium utilise une solution d'acide formique suivi par une précipitation du catalyseur avec l'hydroxyde de potassium .